# Heinrich von Zügel
Heinrich von Zügel (Murrhardt, 1850. október 22. — München, 1941. január 30.) német festő, a századforduló jelentős állatfestője.

## Élete, munkássága

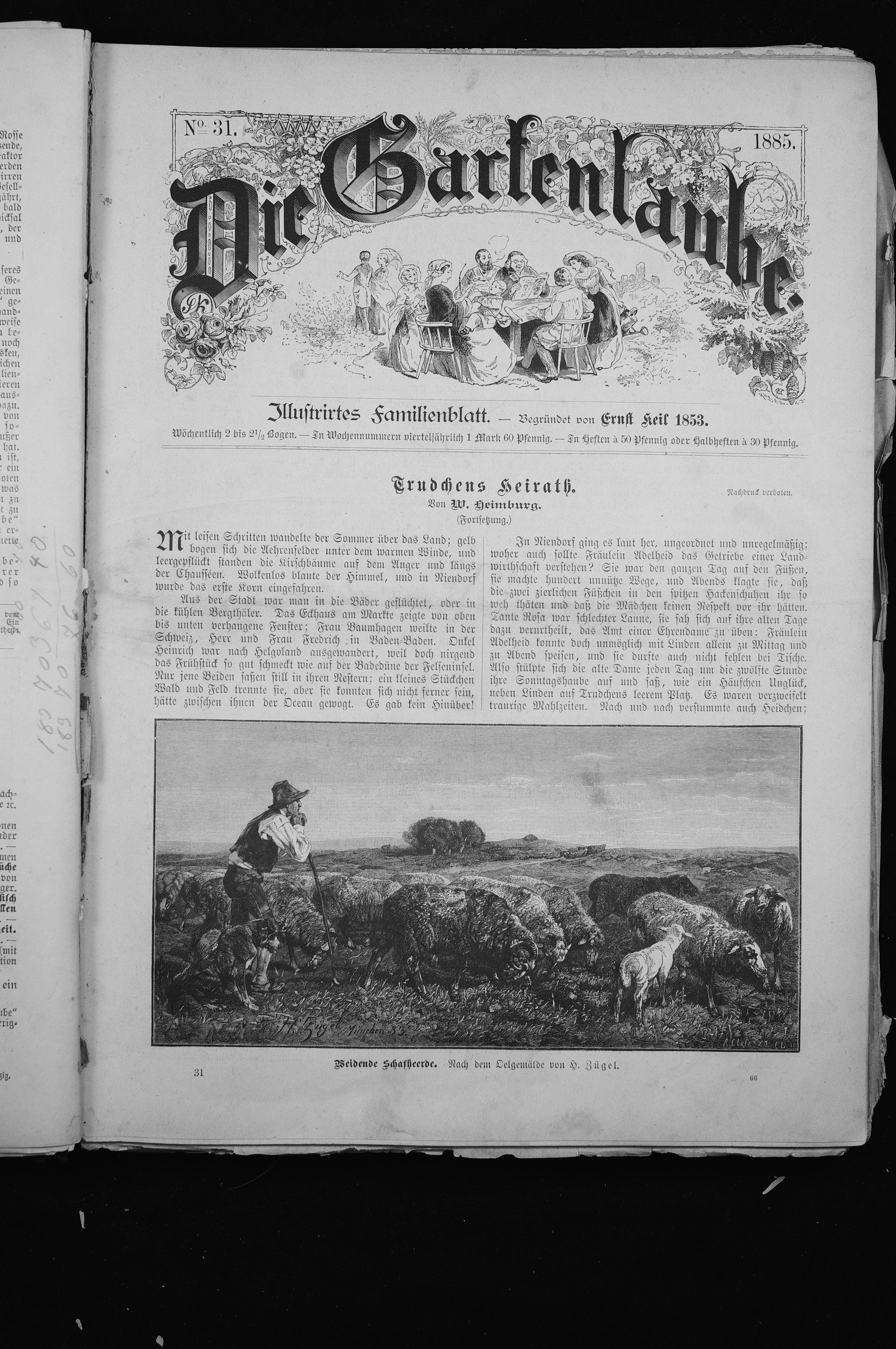
A Die Gartenlaube című családi hetilap 1885-ből
Lent: juhokat őrző juhász

Tanulmányait a stuttgarti művészeti főiskolán végezte, később hosszabb időt töltött Bécsben, majd Münchenben telepedett le, az 1870-es évek elején sokat járt Dachauba, s ott a szabadban festett. Kezdte tanulmányozni az ott élő gazdák háziállatait, az ember és az állatok együtt munkálkodását. Festészete folyamatosan fejlődött, a részletes festés helyett a látvány benyomása lett uralkodó képein. Az 1890-es években az impresszionizmus, majd a szecessziós stílus is megérintette, 1893-ban ő is csatlakozott a müncheni szecessziós művészcsoporthoz, de ő továbbra is festette többnyire a juhokat, a szarvasmarhákat széles tájképi keretben.
1895-ben nevezték ki a müncheni akadémia tanárává, 25 évig tanított, rektori teendők elvégzésére is megválasztották. 1922-ben ment nyugdíjba, de alkotói kedve nem csökkent, 24 változatban megfestette az ökörszántást. Kiváló önarcképet is alkotott idős korában. Első fia, Willy Zügel állatszobrásszá képezte magát. Kikerült néhány jó állatfestő a keze alól, köztük a német Emanuel Hegenbarth, a magyar Zombory Lajos, nála tanult Simay Imre is, Simay nem sokáig, de mégis éppen úgy állatfestőként ismert, mint Zügel.

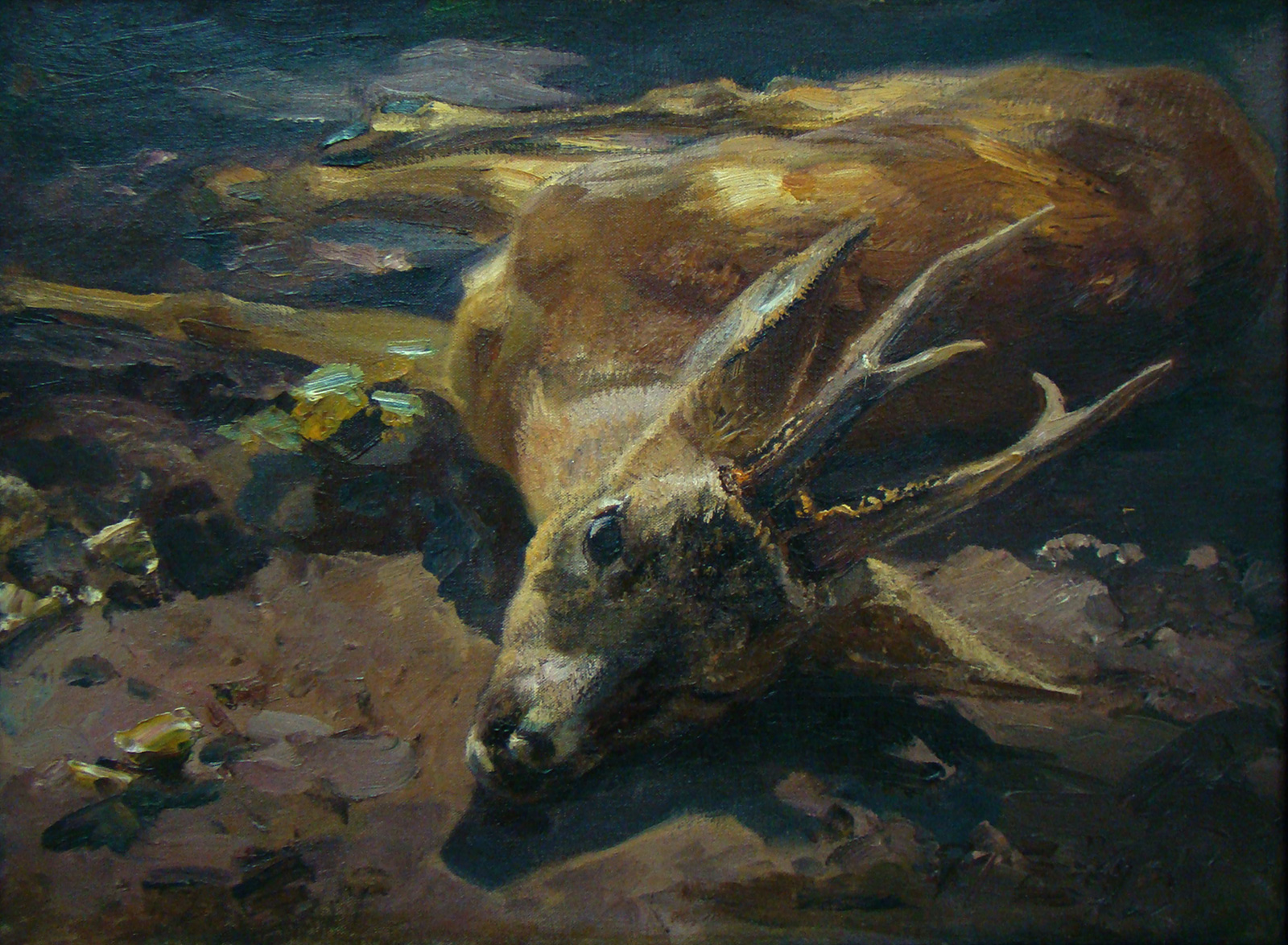
Vadászjelenet

Wörth am Rheinben múzeum őrzi emlékét és képeit, ebbe a helységbe vitte müncheni tanítványait, hogy fessenek a szabadban. Őriznek még képeiből a berlini nemzeti képtárban és szülővárosa múzeumában. Szülővárosában gimnáziumot neveztek el róla.

## Képeiből

### Városi művészeti gyűjtemény (Murrhardt)
- Önarckép (Selbstporträt)
- Murrhardti városkép (Blick auf Murrhardt)
- Az ökörcsorda (Das Ochsengespann)

### Nemzeti képtár (Berlin)
- Erlenhaini juh (Schafe im Erlenhain[2])

### Régi városháza (Wörth am Rhein)
- Ökörszántás[3] (Ochsen am Pflug)